# Victor Florescu
Victor Florescu (* 5. Oktober 1973 in Chișinău, Moldauische Sozialistische Sowjetrepublik) ist ein ehemaliger moldauischer Judoka. Er gewann bei den Judo-Weltmeisterschaften 1999 eine Silbermedaille.

## Karriere
Victor Florescu begann in der Kampfsportart Sambo. Bei den Sambo-Weltmeisterschaften 1994 gewann er in der Gewichtsklasse bis 82 Kilogramm eine Bronzemedaille.
Ab 1995 nahm er an Weltcup-Turnieren im Judo teil. Zunächst startete er bis 1996 in der Gewichtsklasse bis 86 Kilogramm. Nach der Neuordnung der Gewichtsklassen kämpfte er 1998 in der Gewichtsklasse bis 81 Kilogramm und dann ab 1999 in der Gewichtsklasse bis 90 Kilogramm.
Bei den Europameisterschaften 1998 in Oviedo schied Florescu in der ersten Runde gegen den Deutschen Dirk Radszat aus. Nach dem Wechsel der Gewichtsklasse bezwang er bei den Weltmeisterschaften 1999 in Birmingham im Viertelfinale den Kanadier Keith Morgan und im Halbfinale den Kasachen Sergei Schakimow. Im Finale unterlag Florescu dem Japaner Hidehiko Yoshida. Im März 2000 belegte Florescu bei den offenen polnischen Meisterschaften in Warschau den dritten Platz und erreichte damit seine beste Platzierung in einem Weltcupturnier. Bei den Olympischen Spielen 2000 in Sydney unterlag Florescu in seinem Auftaktkampf Jean-Claude Raphaël aus Mauritius.
2002 schied Florescu bei den Europameisterschaften in Maribor in seinem ersten Kampf gegen den Slowaken Anton Minárik aus. 2003 siegte Florescu bei den Moldauischen Landesmeisterschaften.
Nach seiner Laufbahn als aktiver Leistungssportler übernahm Florescu Aufgaben in der Moldauischen Judo-Föderation und für den Weltjudoverband International Judo Federation.